# Chachabrug

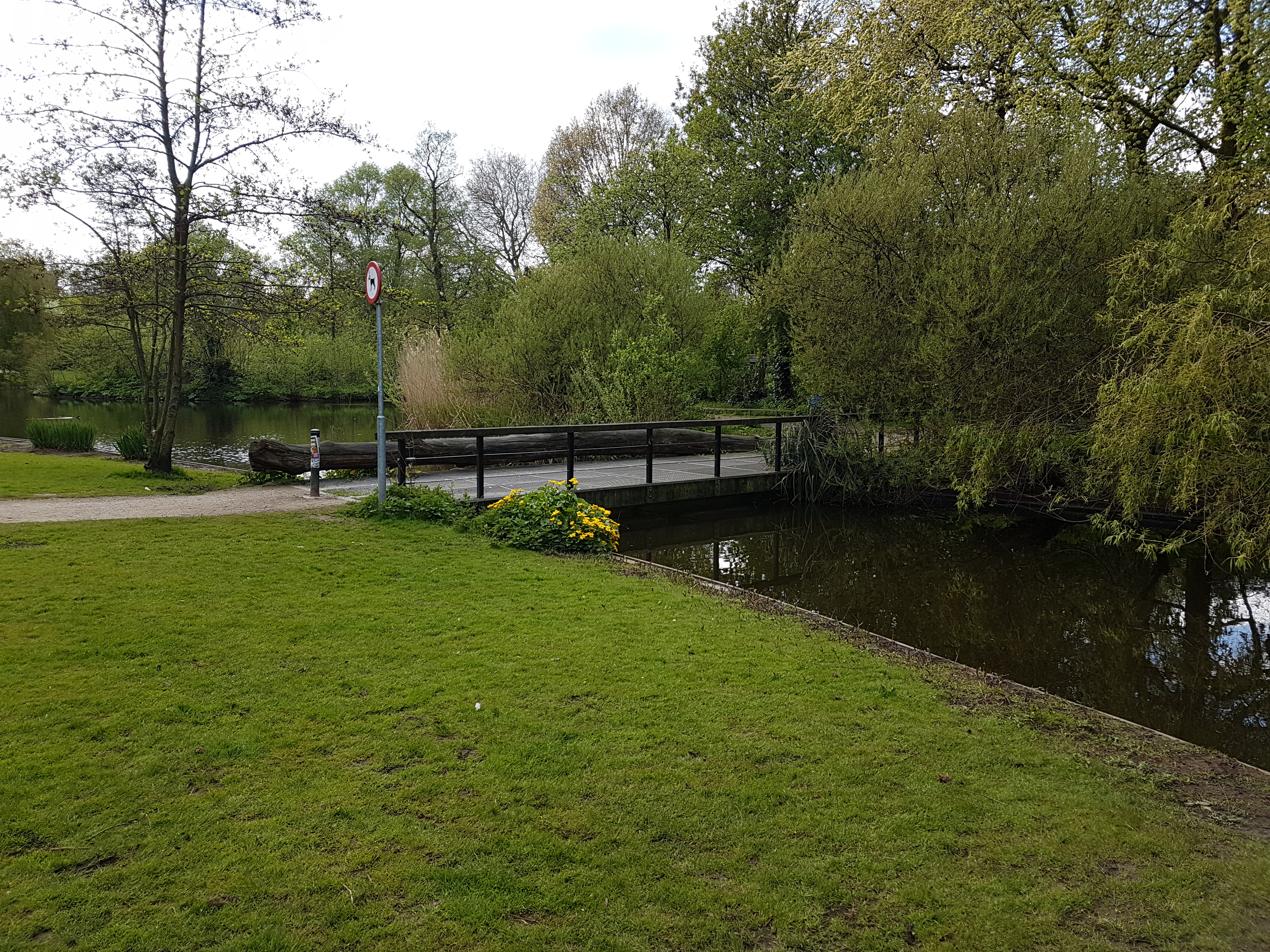
De brug 191 in april 2017

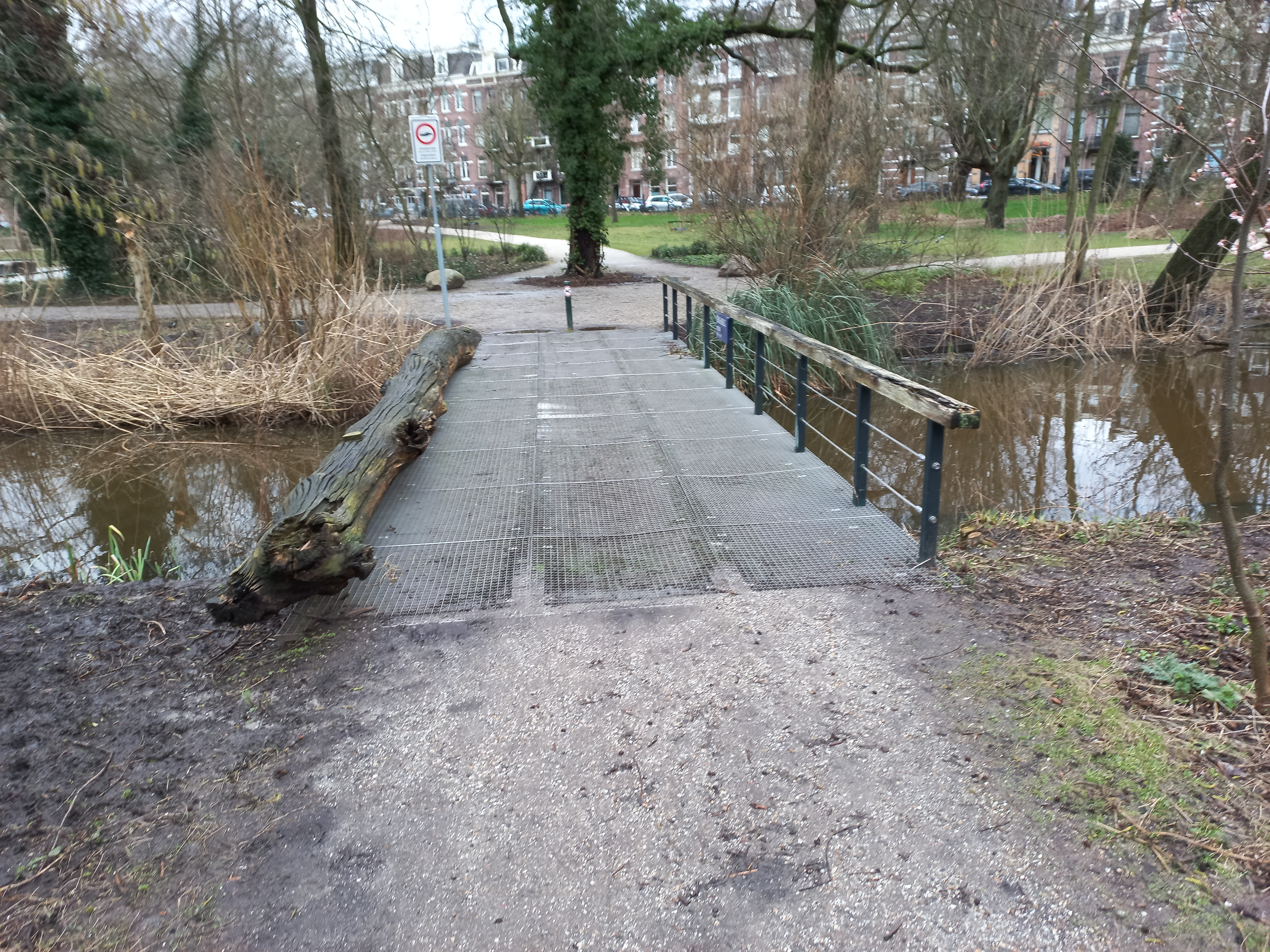
Brug 191 in 2024

Chachabrug (brug 191) is een vaste brug in Amsterdam-Zuid.
De voetgangersbrug is de middelste van de drie bruggen die liggen over de vijver in het Sarphatipark. Zij bestaat uit betonnen walkanten, twee liggende ijzeren balken, metalen roosterplaten en een boomstam en hekwerk als leuningen. De vijver maakt deel uit van het waterdrainagesysteem in het park, dat begint bij het pomphuisje dat via een leiding water pompt naar de waterval onder het Liefdesbruggetje, waarna het water via de vijver terugstroomt naar het pomphuis. Het water wordt af en toe ververst met water uit de Singelgracht en uiteraard regenwater. De brug is met haar roosters bedoeld als een barrière voor honden. Bij een herinrichting van het park was het de opzet om de zuidkant mede te bestemmen voor het uitlaten van de huisdierenhonden. De noordkant wilde men vrij van honden houden voor een schone speelweide voor kinderen.
De versie van de brug uit 1973 was ontworpen door Dirk Sterenberg van de Dienst der Publieke Werken. Die werd in later jaren bij een van de opknapbeurten vervangen.
De brug is in 2022 vernoemd naar Mohammed Chacha (1955-2016). Hij was een Riffijnse dichter, uitgever en muzikant, die een podium creëerde voor vrijdenkers. 
<<< · 100 · 101 · 102 · 103 ·  105 · 106 · 107 · 108 · 109 ·  110 · 111 · 112 · 113 · 114 · 115 · 116 · 117 · 118 · 119 · 120 · 121 · 122 · 123 · 124 · 125 · 126 · 127 · 128 · 129 · 130 · 131 · 132 · 135 · 136 · 137 · 138 · 139 · 140 · 141 · 142 · 143 · 144 · 145 · 146 · 147 · 148 · 149 ·  150 · 151 · 152 · 155 · 156 · 159 · 160 · 161 · 162 · 163 · 164 · 165 · 166 · 167 · 168 · 169 ·  170 · 171 · 172 · 173 · 174 · 175 · 176 · 177 · 178 · 179 · 180 · 181 · 182 · 183 · 184 · 185 · 186 · 187 · 189 · 190 · 191 · 192 · 193 · 194 · 195 · 196 · 198 · 199 · >>>
Brugnummers 104, 133, 134, 153, 154, 157, 158, 188 en 197 zijn niet (meer) in gebruik.